# 汎節足動物
汎節足動物（はんせっそくどうぶつ、Panarthropod、学名：Panarthropoda）とは、脱皮動物のうち現存する有爪動物・緩歩動物・節足動物の3動物門から構成される分類群である。またこれらの最後の共通祖先から派生したとされる絶滅分類群、いわゆる葉足動物をも含む。脱皮を行い、体節と対になる付属肢をもつ。

## 名称
汎節足動物の学名「Panarthropoda」は、本群を構成する分類群の1つである節足動物の学名「Arthropoda」に、汎・全・総などを意味する結合辞「Pan-」を付けたもの。この学名は Nielsen 1995 に有爪動物、緩歩動物と節足動物を含む分類群として創設され、21世紀以降の文献記載で広く採用されるようになった。
なお、「有爪動物+緩歩動物+節足動物」という分類体系自体は19世紀後期まで遡れ、Lankester 1877 に創設された「Gnathopoda」に等しい。こうして「Panarthropoda」に同義で一般に広まっていない異名は、他にも Waggoner 1996 に創設された「Podophora」、および  Hou & Bergström 2006 に創設された「Ailopoda」が挙げられる。
Budd & Peel 1998 に再定義された「"Lobopodia"」（最も広義の"葉足動物"）、Boudreaux 1979 と Haro 1998 に再定義された「"Lobopoda"」（前述の "Lobopodia" と同じ）、および Lankester 1904 と Budd 2001b に再定義された「"Arthropoda"」も、構成的に「Panarthropoda」と同義である。しかしこれらの名称は、既に汎節足動物内の特定の構成種を指す下位分類名（Lobopodia は葉足動物、Arthropoda は節足動物、Lobopoda は節足動物内の1属の学名 Lobopoda Solier, 1835）として定着したため、汎節足動物全般を指すには混乱を招いてしまい、非推奨とされる。

## 概要

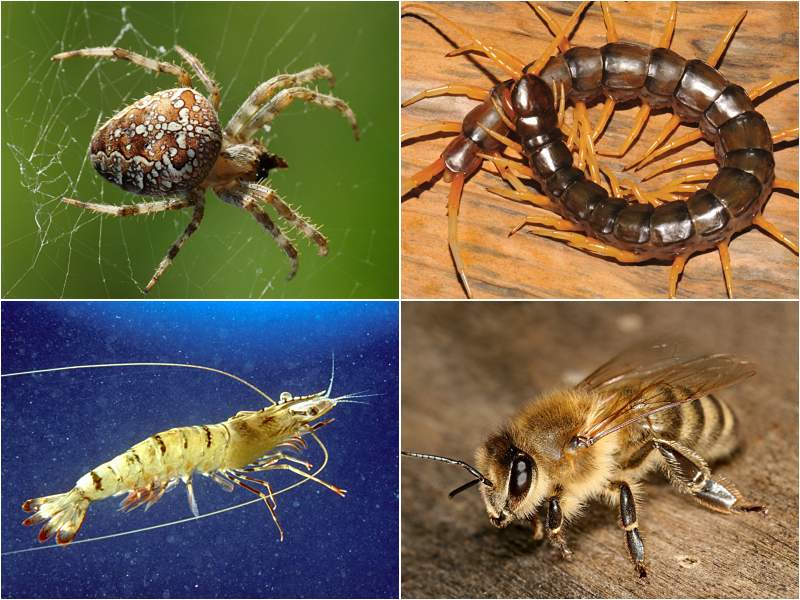
様々な節足動物
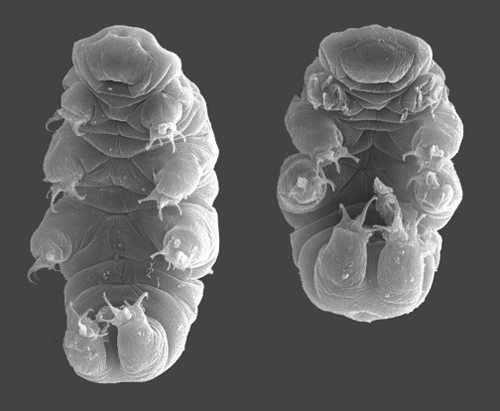
ドゥジャルダンヤマクマムシ（緩歩動物）
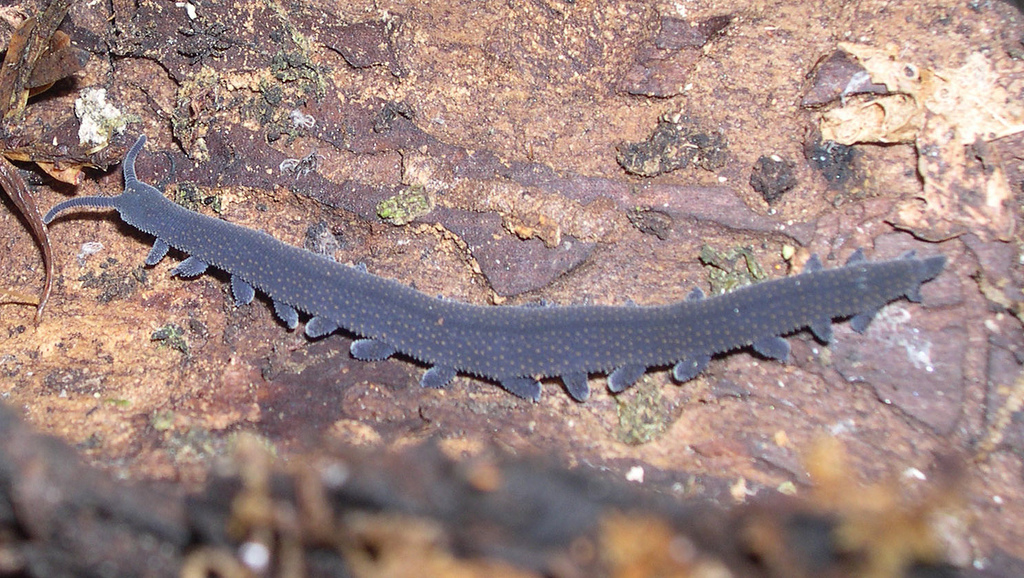
Peripatoides sp.（有爪動物）
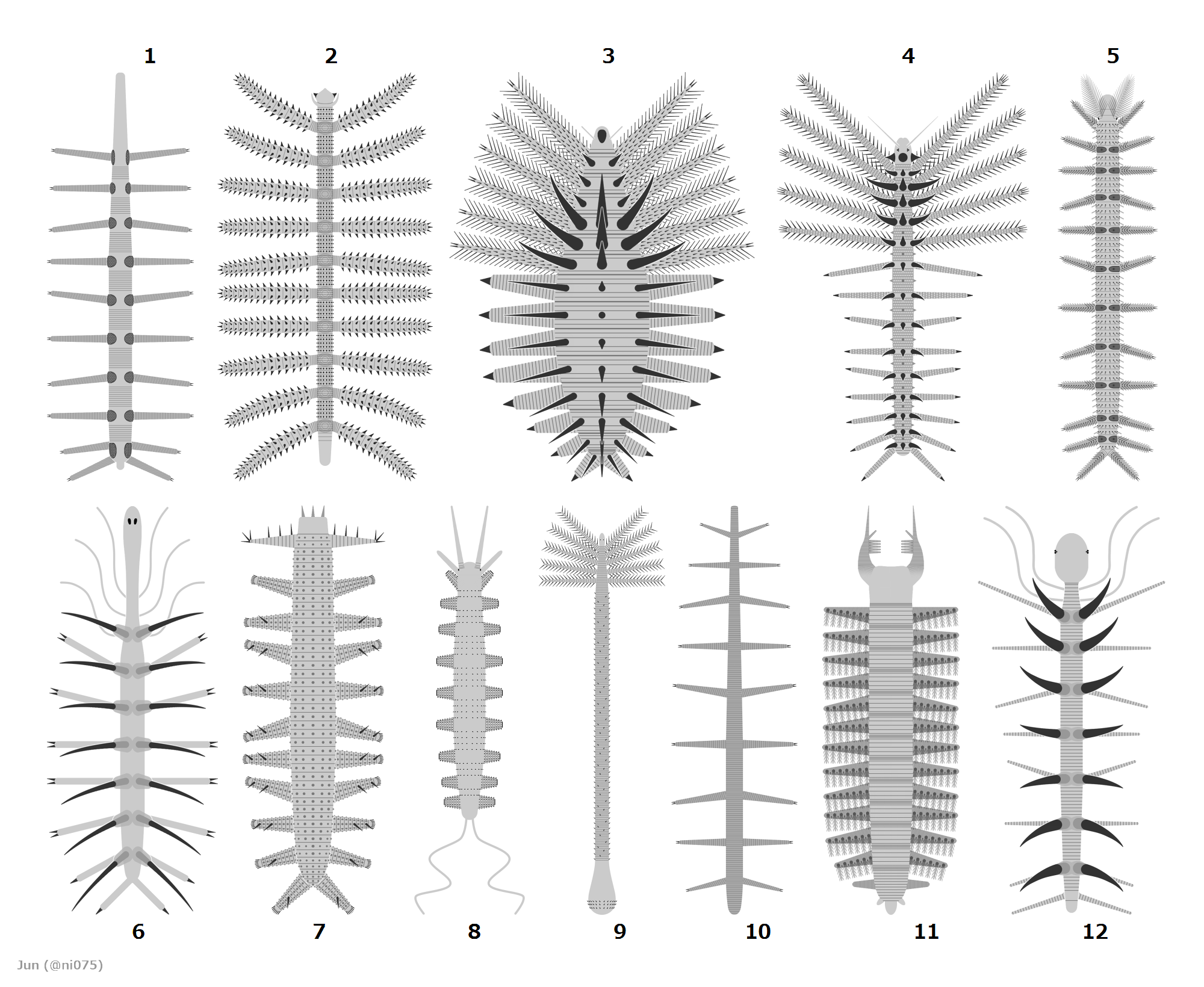
様々な葉足動物

現生脱皮動物のうち、有爪動物（カギムシ）、緩歩動物（クマムシ）、節足動物（昆虫・甲殻類・ムカデ・クモなど）の3群は単系統群になると考えられており、これを汎節足動物と呼ぶ。これらの最後の共通祖先、およびそれぞれのステムグループ（絶滅した基部系統）に属すると思われる古生物群、いわゆる葉足動物もこの群に含まれる。これらの動物群の最大の共通点は、脱皮で成長すると同時に、体節制に基づいた体の腹側にははしご形の腹神経索、先頭（先節）には背面に集約する神経節性の前大脳、体節の両腹側には原則として爪のある付属肢をもつ。他に engrailed 転写因子に示される各体節後方の境目も、本群に特有の共有派生形質だと考えられる。

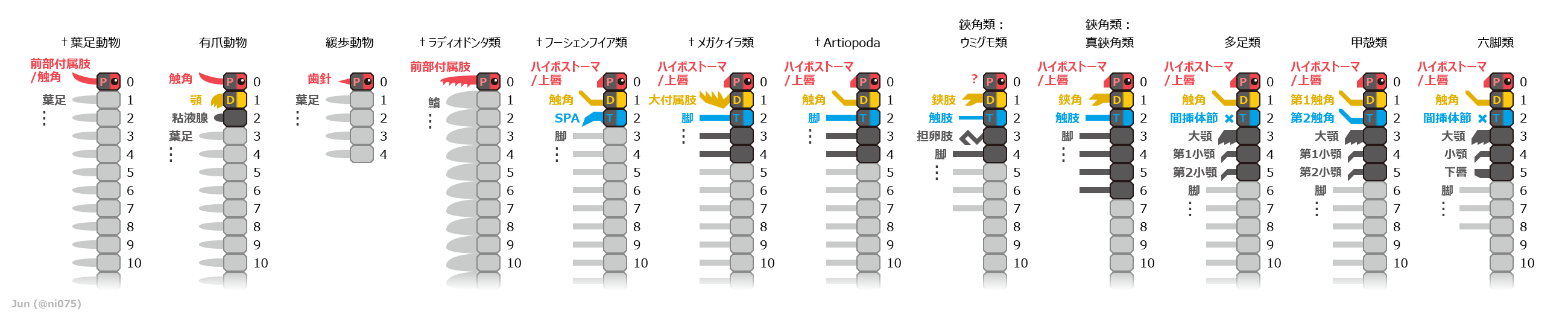
2017年時点で主流な汎節足動物の体節制。ラディオドンタ類を始めとする右側の図は全て節足動物。先節は「0」、頭部に含まれる部分は黒色、前大脳性・中大脳性・後大脳性の体節と付属肢はそれぞれP（赤）・D（黄）・T（青）で示される。

## 系統関係
前口動物の中で、汎節足動物は鰓曳動物（エラヒキムシ）・線形動物（センチュウ）などと共に脱皮動物（Ecdysozoa）を成している。この類縁関係の単系統性はいくつかの形態学上の共通点（脱皮・3重のクチクラ・繊毛の欠如・アメーバ状の精子・螺旋卵割を行わない胚）、遺伝子発現、および数多くの分子系統解析に広く支持される。この系統関係に対立するものとしては、21世紀以前の古典的な体節動物（汎節足動物+環形動物）説、および2000年代前期の一部の分子系統解析に示唆される体腔動物（汎節足動物+脊索動物）説があった。しかし、これらの説は2000年代後期以降ではいずれも認められず、体節動物説は分子系統解析・遺伝子発現・発生学など多方面の進展により否定され（詳細は後述参照）、体腔動物説はモデルを改良された分子系統解析により、線形動物の速い進化速度の分子がもたらす誤推定（長枝誘引）として否定された。
なお、脱皮動物の中で、汎節足動物と他の動物群の類縁関係ははっきりしない。汎節足動物以外の脱皮動物はまとめて環神経動物（Cycloneuralia）といい、これは単系統群で汎節足動物の姉妹群になるという形態学を基にした系統仮説はある。しかし分子系統解析では、この姉妹群関係を支持する結果が少なく、代わりに汎節足動物と糸形動物（線形動物+類線形動物）の類縁関係を示唆する（Cryptovermes をなす）結果の方が多く見られ、他にも鰓曳動物に近縁・胴甲動物に近縁・糸形動物と胴甲動物をまとめた系統群に近縁など、様々な結果が出ている。
汎節足動物は、体節制・はしご形神経系・背面に集約する神経節性の前大脳・対になる付属肢など多くの共有形質により他の脱皮動物から明確に区別され、その単系統性もこれらの形態学のみならず・遺伝子発現・分子系統学・古生物学など多方面の知見から支持される。一方、汎節足動物は他の脱皮動物に対して非単系統だと示唆する分子系統解析もあり、特に緩歩動物を節足動物と有爪動物より線形動物などに近縁とする結果が多く見られ、他にも有爪動物を節足動物と鰓曳動物より基盤的とする結果がある。しかし、これは緩歩動物と線形動物の速い進化速度の分子がもたらす誤推定とも見受けられる。

### 変動の経緯
「汎節足動物」（Panarthropoda）という分類群が創設されたのは1990年代の出来事だが、「節足動物・有爪動物・緩歩動物の3群は単系統群を成す」という、汎節足動物に等しい系統仮説自体は19世紀後期まで遡れる。しかし、20世紀末までの古典的な動物学では、シタムシは独自の動物門「舌形動物」（Pentastomida）として節足動物から区別され、汎節足動物の動物群は環形動物に近縁と思われ、ともに体節制に基づいたはしご形神経系と付属肢を持つことから、まとめて単系統群の「体節動物」（Articulata）をなすという系統仮説が主流であった。その中で有爪動物と緩歩動物、時には舌形動物まで、環形動物と節足動物の中間形態をもつと思われ、両者の間、もしくはそのいずれか（主に節足動物）に至る系統の道筋から分岐するとされていた。これに踏まえて、有爪動物、緩歩動物と舌形動物を「側節足動物」（Pararthropoda）としてまとめる場合もあった。
しかし21世紀以降では、主に分子系統解析の進展により、環形動物は汎節足動物に類縁せず、むしろ軟体動物や腕足動物などと単系統群を成し、まとめて「冠輪動物」として区別されるようになった。体節動物説の根拠とされたきたいくつかの性質（体節制・原腎管の類似など）も、後に遺伝子発現や発生学的見解により環形動物と汎節足動物でお互いに別起源だと示された。同時に汎節足動物は、鰓曳動物や線形動物などと単系統群になると判明し、脱皮を行うという共通点に因んで「脱皮動物」としてまとめるようになった。一方で、舌形動物は精子の構造と分子系統解析の両面から、独立した動物門ではなく、系統的に節足動物に含まれ、とりわけ鰓尾類に近縁で極端に特化した甲殻類だと判明した。

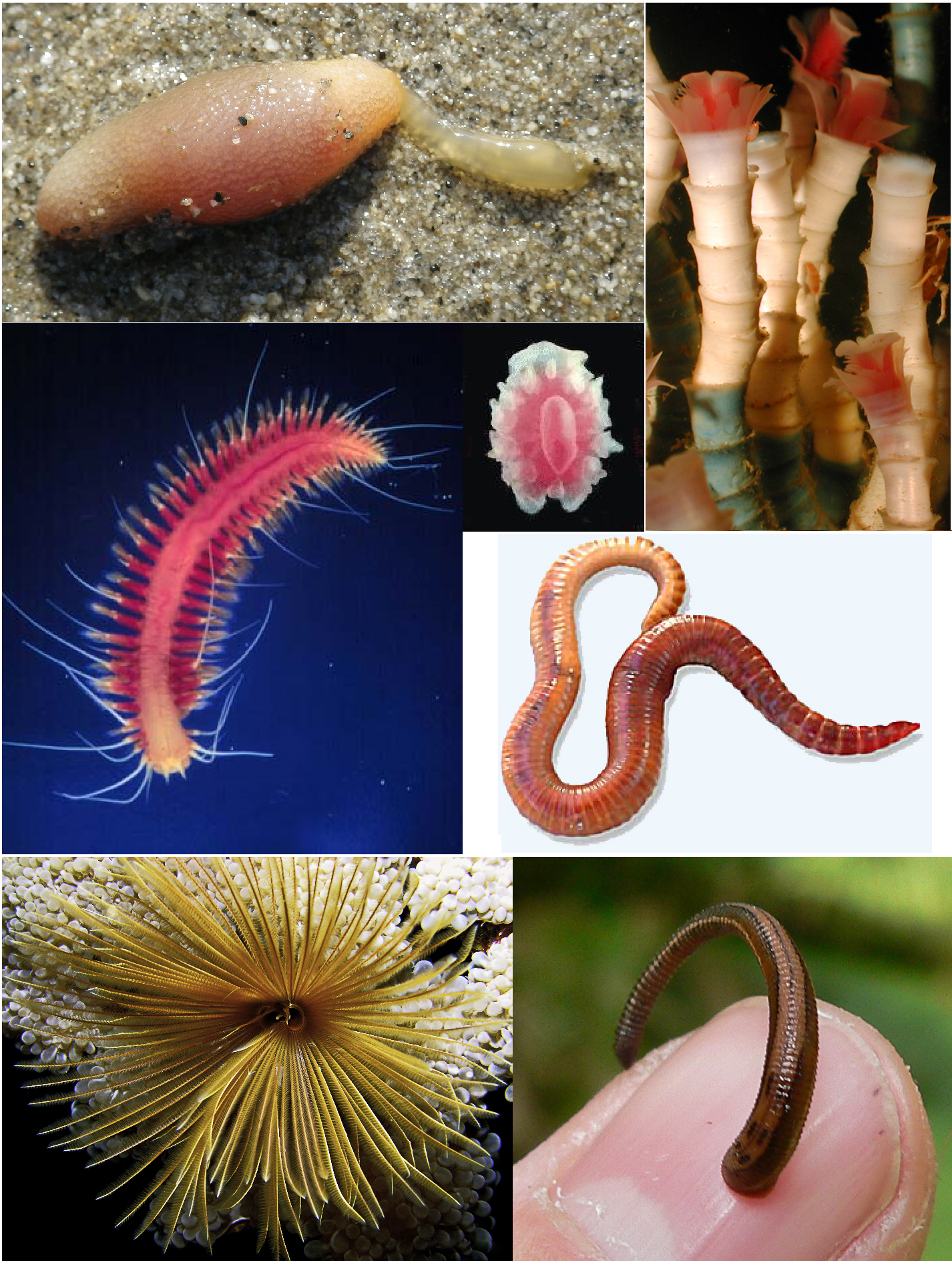
汎節足動物に似た体節制をもつ、かつてはその近縁と考えられてきた環形動物。
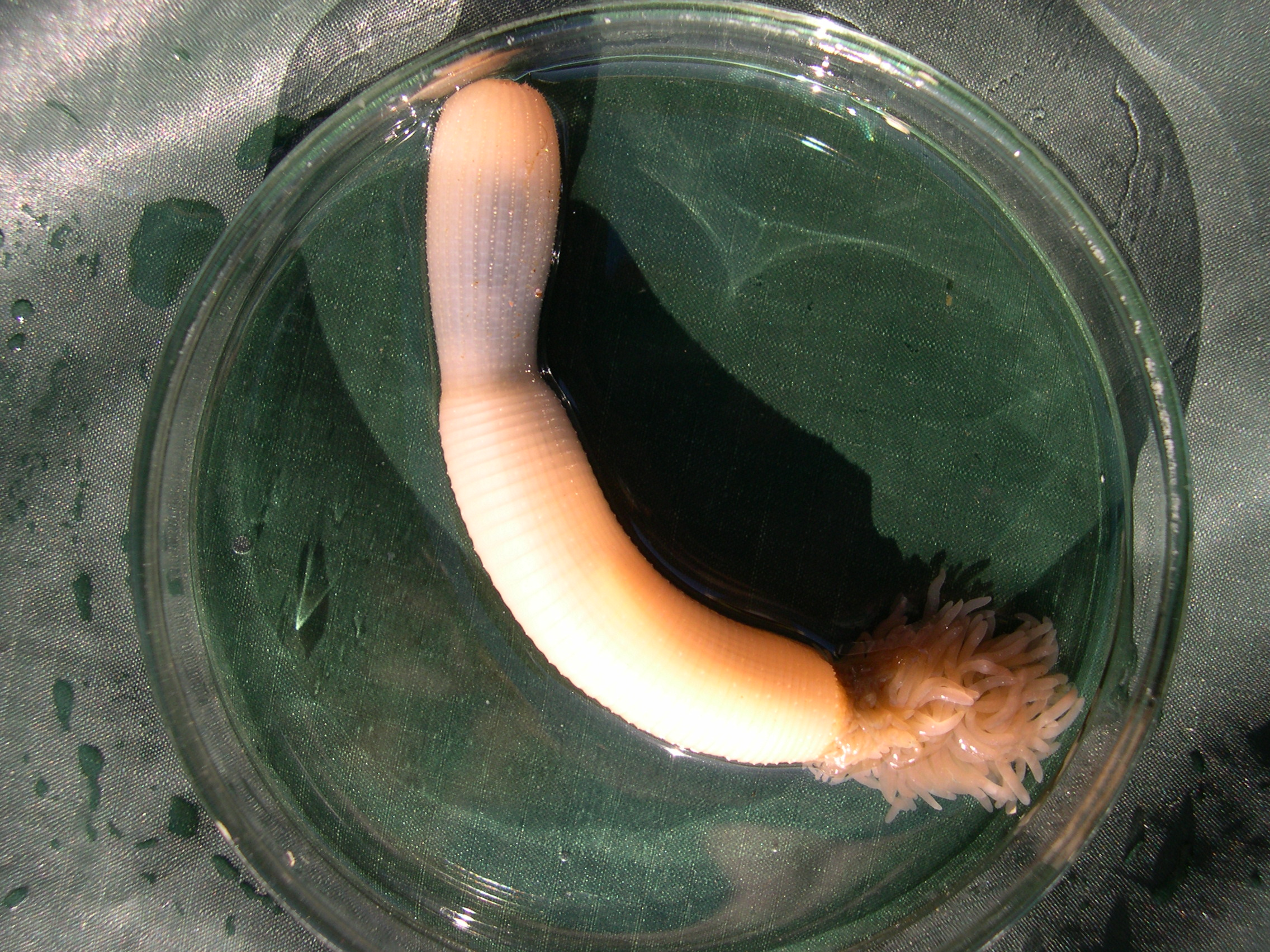
鰓曳動物（エラヒキムシ）。汎節足動物と共に脱皮動物を成す動物門の1例。
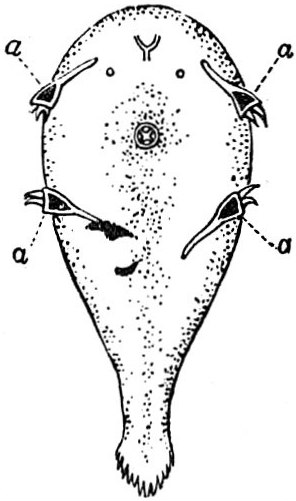
節足動物のシタムシ（イヌシタムシ）の幼生。節足動物の性質が不明瞭で、かつては独立の動物門（舌形動物）扱いされた。

その結果、古典的な「体節動物」と「側節足動物」はいずれも系統関係を反映できない多系統群だと分かり、2000年代以降の分類体系では徐々に廃止されるようになった。それ以降の汎節足動物は、緩歩動物の不確かな分子系統学的位置で単系統性が疑問視されることもある（前述参照）が、多方面の見解の進展により、単系統群を成す説の方が広く認められている。古生物学で葉足動物を中心にして展開され、今まで体節動物説を踏まえてきた汎節足動物たちの初期系統仮説も、この変動により脱皮動物説の基準で再構築されるようになった（後述参照）。

### 起源と進化
知られる最古の化石汎節足動物は、約5億年前の古生代カンブリア紀（体の部分の化石は約5億2,900万 - 2,100万年前のカンブリア紀第二期、生痕化石は約5億3,700万年前のフォーチュニアン）まで遡れる。しかしこの地質時代で節足動物は既に繁栄し、現生汎節足動物のそれぞれのステムグループ（絶滅した基部系統）を表したと思われる古生物（葉足動物、後述）も多く知られ、汎節足動物の更なる古い起源が示唆される。分子時計モデルを基にした解析結果では、汎節足動物に至る系統はエディアカラ紀（約5億8,700万 - 5億4,300万年前）で他の脱皮動物と分岐したと推定される。
現生汎節足動物の3動物門である有爪動物・緩歩動物・節足動物のそれぞれの初期系統とその全ての最も近い共通祖先は、葉足動物（Lobopodians, Lobopodia）という絶滅した汎節足動物のグループに起源すると考えされる。葉足動物は一見して有爪動物に似た外見（同規的で長い体・環形の筋に分かれた表皮・葉足など）をもつため、21世紀以前では有爪動物のみに近縁とされてきた。しかし節足動物と緩歩動物的性質をもつ葉足動物が次々と知られる1990年代以降では、有爪動物だけでなく、節足動物と緩歩動物も側系統群の葉足動物から派生した説が徐々に広く認められ、かつて有爪動物的とされてきた葉足動物の特徴も、汎節足動物の共通祖先で既に出揃った祖先形質と見直されるようになった。1990年代後期以降、この進展は現生汎節足動物を中心にして進んだ脱皮動物説（前述参照）の情報と統合され、汎節足動物の起源と初期系統の進化にまつわる仮説は、次の新たな基準で再構築されるようになった。

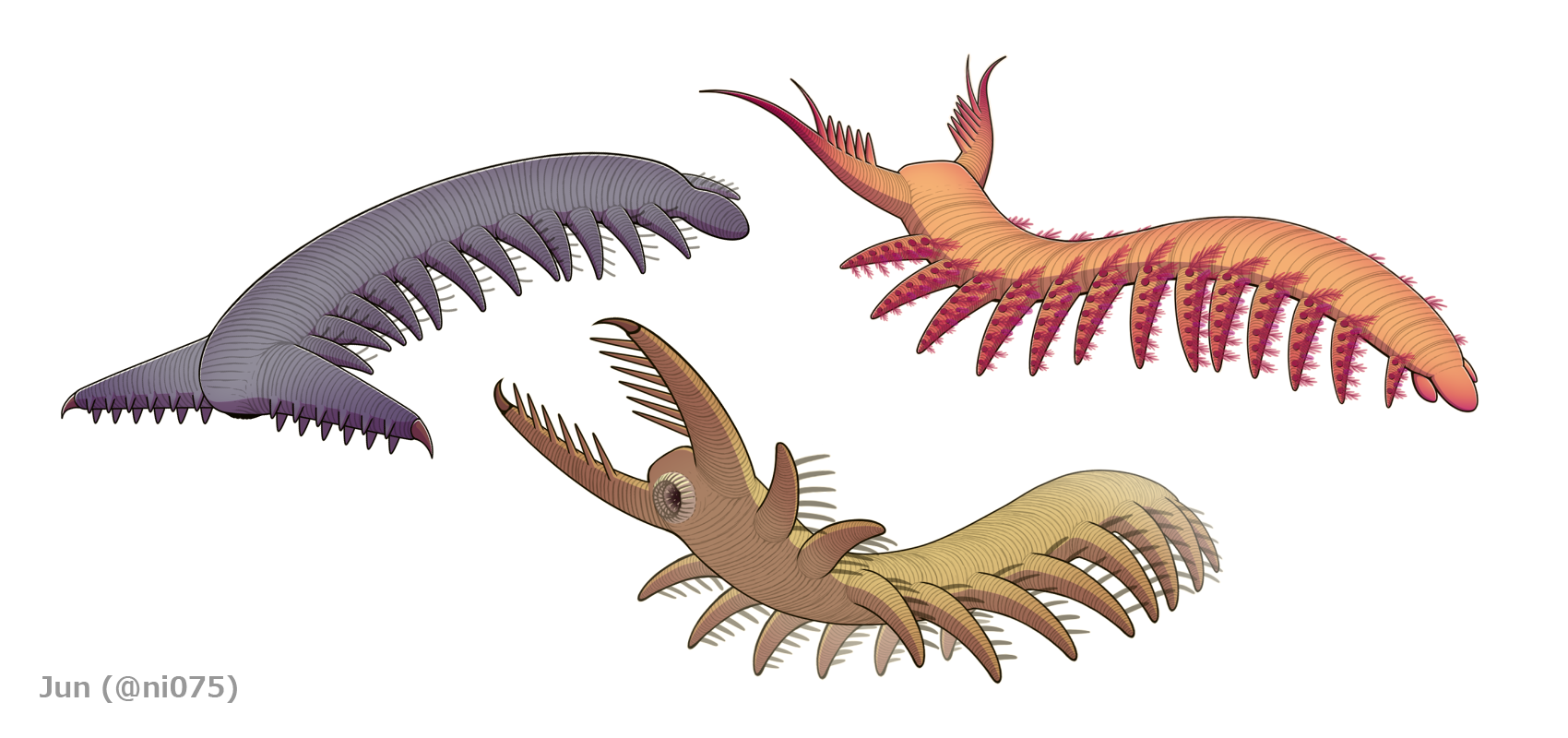
シベリオン類のシベリオン（左上）、メガディクティオン（中下）とジェンシャノポディア（右上）
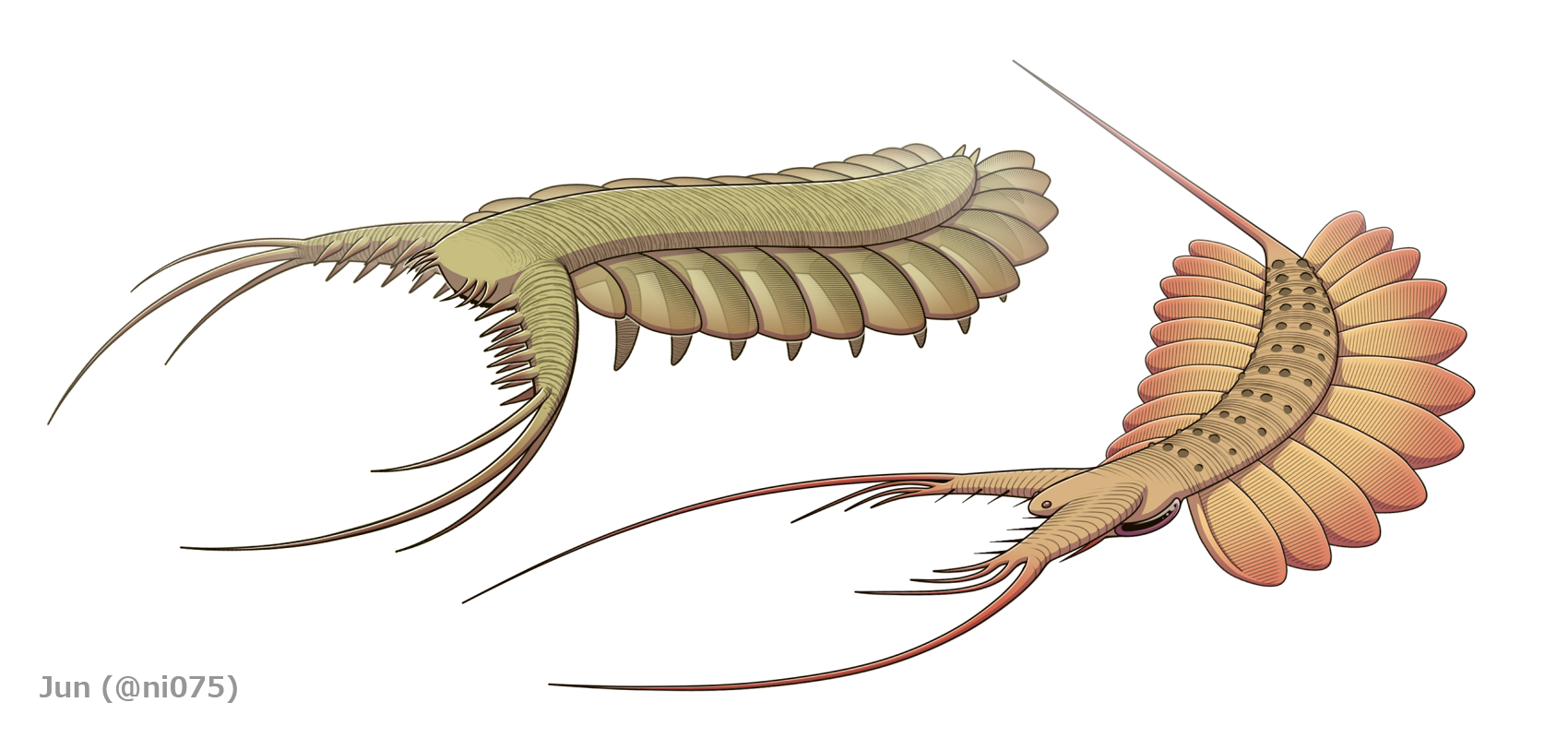
Gilled lobopodians のパンブデルリオン（左）とケリグマケラ（右）
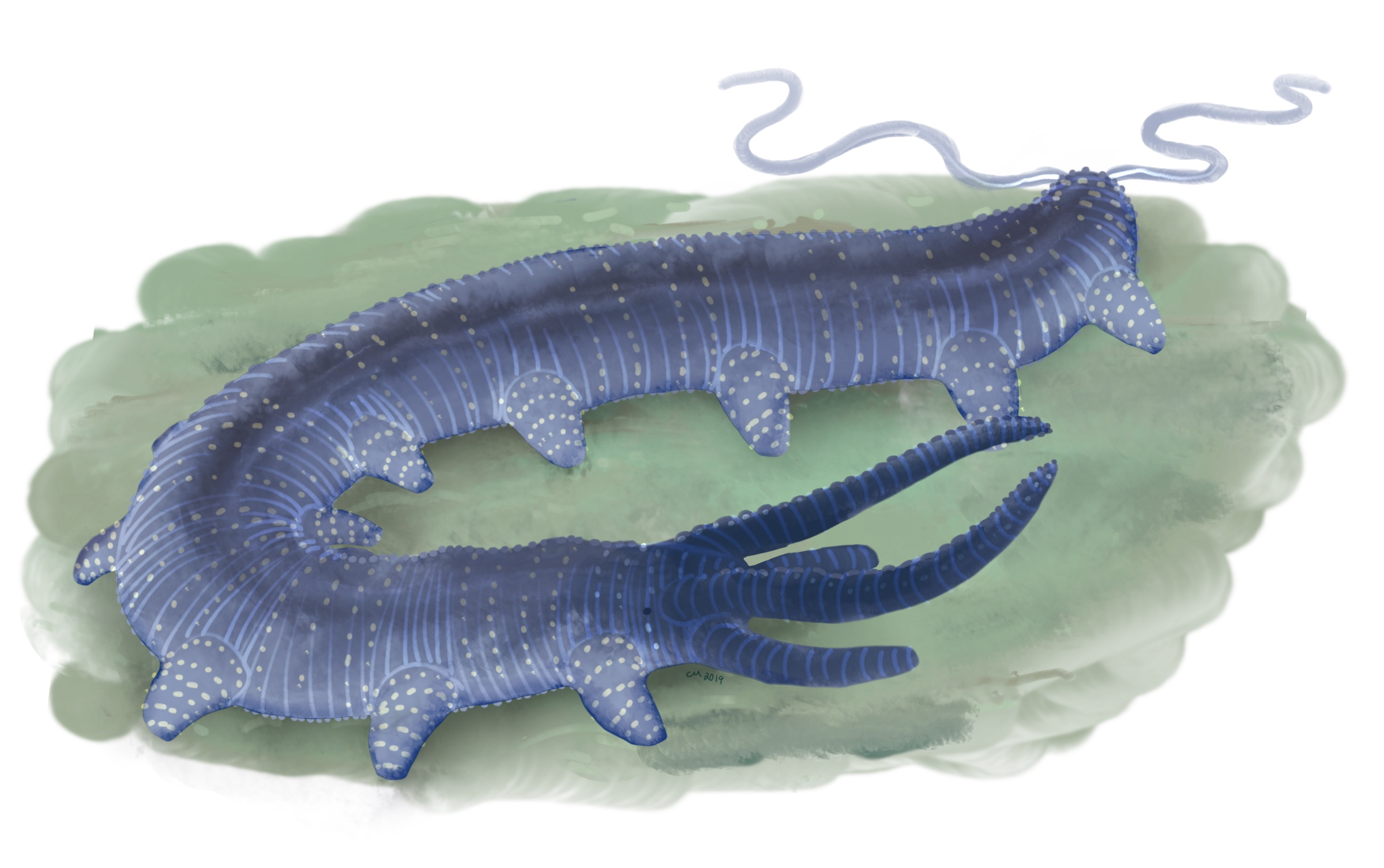
アンテナカンソポディア

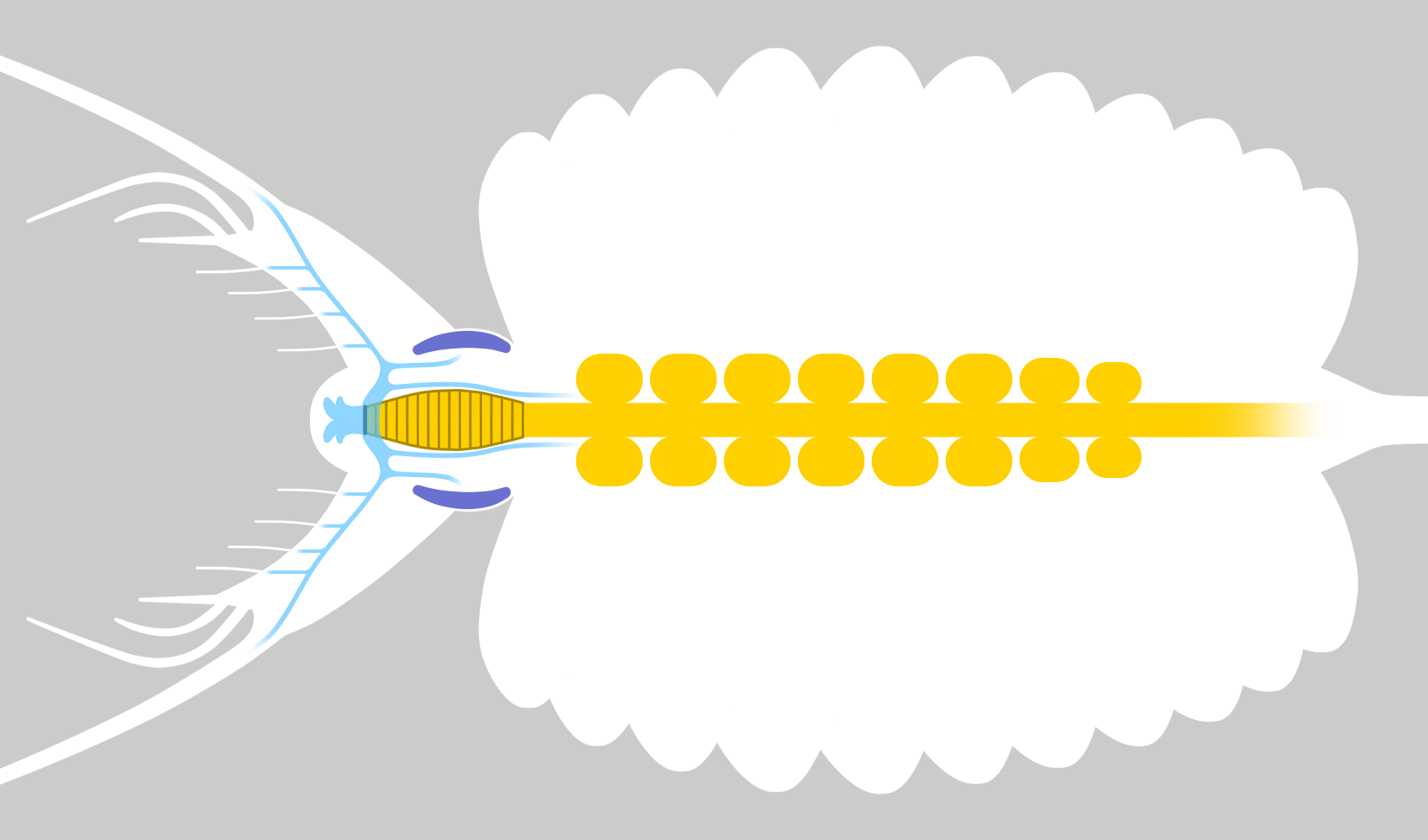
ケリグマケラの内部構造。大きな側眼（暗青色）、強大な前部付属肢と発達した消化腺（黄色部分8対）は節足動物的である一方、脳（水色）の構造は他の節足動物より単調である。

節足動物の初期系統（ラディオドンタ類、オパビニア類など）に近いものとして広く認められる葉足動物は、メガディクティオンやジェンシャノポディアなどのシベリオン類、およびパンブデルリオンやケリグマケラなどの gilled lobopodians が挙げられる。有爪動物の初期系統に近い葉足動物は、アンテナカンソポディアが有力候補として広く認められる。これによると、節足動物は発達した側眼・強大な前部付属肢・消化腺を兼ね備える大型葉足動物から、有爪動物は短い脚と複数対の頭部付属肢をもつ小型葉足動物から進化したと考えられる。一方、緩歩動物の初期系統（オニコディクティオンもしくはアイシェアイア）、および汎節足動物全般の初期系統（アイシェアイアもしくはハルキゲニア類・ルオリシャニア類など）に含める葉足動物は諸説に分かれたため、緩歩動物と汎節足動物全般の共通祖先はどんな姿の葉足動物から進化したかについては、未だに不明確である。
なお、脳が3節の脳神経節（前大脳・中大脳・後大脳）をもつ派生的な節足動物（真節足動物）に比べて、基盤的な節足動物ケリグマケラとラディオドンタ類の脳神経節がより少なく（文献により前大脳のみ、もしくは前大脳と中大脳のみとされる）、有爪動物は前大脳と中大脳、緩歩動物は前大脳のみをもつという情報を基に、現生汎節足動物の最後の共通祖先に当てはまる葉足動物は、脳が前大脳のみ含まれ、それに対応する1対の付属肢のみ何らかの形に特化したと考えられる。節足動物と有爪動物、および節足動物と緩歩動物のみに共通な一部の性質は、文献により汎節足動物の祖先形質、両群の類縁関係を示唆する共有派生形質、もしくはお互い別々に収斂進化した同形形質だと考えられる（後述参照）。
有爪動物と多くの葉足動物は環形の筋、節足動物の初期系統と一部の葉足動物は放射状の口器をもつが、それ以外の脱皮動物（環神経動物）、特に鰓曳動物と絶滅したPalaeoscolecida類にも似た構造が顕著に見られる。そのため、これらの特徴は脱皮動物の祖先形質であり、現生の有爪動物（放射状口器の欠如）、緩歩動物（環形の筋の欠如）と派生的な節足動物（放射状口器と環形の筋の欠如）のそれぞれの系統で退化消失したと考えられる。また、緩歩動物の前大脳は有爪動物と節足動物に比べて若干リング状に近いことにより、汎節足動物の神経節性の前大脳は、環神経動物に似たリング状の脳から進化したことも示唆される。
Palaeoscolecida 類の中で、クリココスミア科（Cricocosmiidae）の種類は葉足動物に似た甲皮と付属肢らしき突起を体節制的に生えている。これにより、Palaeoscolecida 類、特にクリココスミア科は葉足動物より基盤的な汎節足動物の起源を示唆できるかもしれないが、未だに研究が少なく、これらの類似は別系統の収斂進化の結果、それとも本当に葉足動物より基盤的な汎節足動物の祖先形質を表しているかははっきりしない。

### 内部系統関係
単系統群の汎節足動物内の3動物門である有爪動物・緩歩動物・節足動物のお互いの系統関係に対しては、以下3つの対立仮説が挙げられる。
Tactopoda（緩歩動物+節足動物）説
緩歩動物と節足動物だけで単系統群 Tactopoda を成し、有爪動物はそれより早期に分岐する。
Antennopoda（有爪動物+節足動物）説
有爪動物と節足動物だけで単系統群 Antennopoda を成し、緩歩動物はそれより早期に分岐する。
緩歩動物+有爪動物説
緩歩動物と有爪動物だけで単系統群 Lobopodia sensu Smith & Goldstein 2017 を成し、節足動物はそれより早期に分岐する。

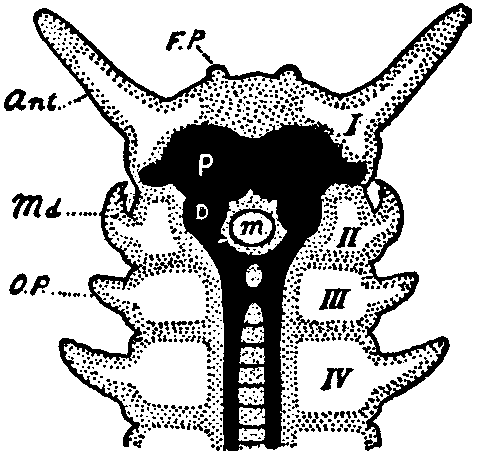
有爪動物の前方の中枢神経系。中大脳（D）と特化した中大脳性付属肢（md: 顎）をもつ。
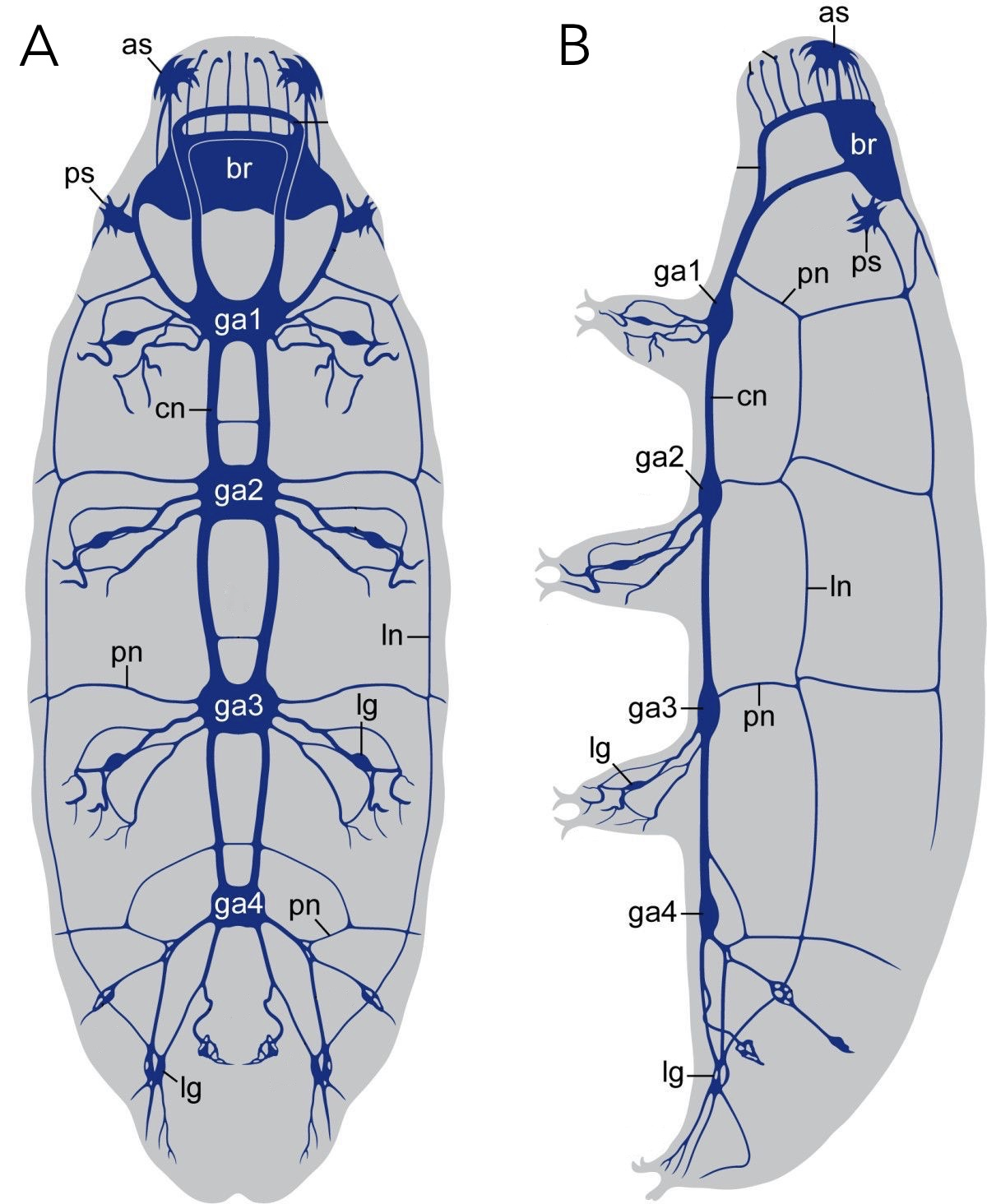
緩歩動物の中枢神経系。腹神経索は神経節（ga1-4）に構成される。
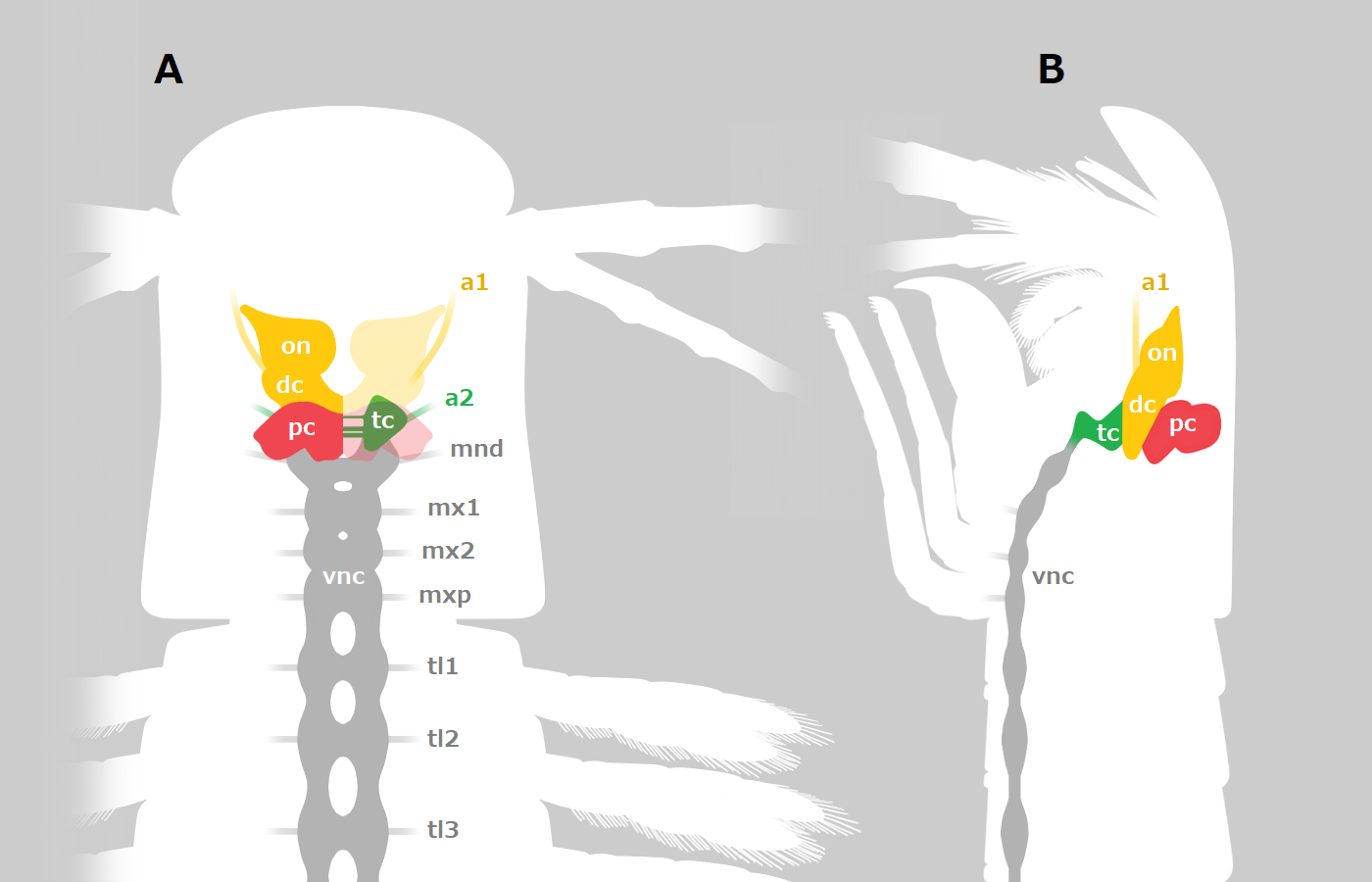
節足動物ムカデエビ類の前方の中枢神経系。第1触角神経（a1）に対応する中大脳（dc）と神経節でできた腹神経索（vnc）を兼ね備える。

Tactopoda（緩歩動物+節足動物）説を示唆する主要な共有性質は、有爪動物では見られない、神経節と明瞭な外部体節構造をもつことが挙げられる。神経解剖学的解析により両者の神経節は Tactopoda の共有派生形質として有力視され、ミトコンドリアDNA遺伝子配列の類似と一部の古生物学的証拠（節足動物の初期系統に含まれる葉足動物は緩歩動物に似た性質をもつ）も Tactopoda 説を裏付けるとされる。なお、これらに対しては有爪動物の系統で二次的に退化した汎節足動物の祖先形質、もしくは収斂進化した同形形質ではないかという疑問もあり、例えば一部の基盤的な節足動物は外部体節構造と神経節を欠くという、両者の類似性は同形形質であることを示唆する古生物学的見解も挙げられる。
Antennopoda（有爪動物+節足動物）説を示唆する主要な共有性質は、緩歩動物では見られない、合体節となった頭部に中大脳と特化した中大脳性付属肢（有爪動物の顎、節足動物の第1触角/鋏角など）をもつことが挙げられる。前述の基盤的な節足動物が中大脳をもつという説も、この系統関係に対応すると思われる。しかし有爪動物と節足動物のこれらの共通点は、神経解剖学、発生学（有爪動物と節足動物のお互いの中大脳の発生様式が根本的に異なる）、および一部の古生物学的見解（基盤的な節足動物は通説では中大脳をもたないとされる）に単一起源を否定され、同形形質だと示唆される。それ以外では、有爪動物と節足動物は緩歩動物では見られない血リンパ・原腎管・背面の心臓をもつが、これは小型化が進んだ緩歩動物の系統で二次的に退化した、汎節足動物の祖先形質に過ぎない可能性もある。
緩歩動物と有爪動物は葉足・柔軟な表皮・腹神経索左右の神経根など、節足動物では見られない共通点を少なからずもつが、古生物学的証拠により、これらは側系統群の葉足動物から受け継いだ汎節足動物の祖先形質に過ぎないことが示される（節足動物の初期系統もこれらの特徴をもつ）。
形態学と葉足動物を中心にした系統仮説と系統解析では、Tactopoda 説が最も広い支持を受けられ、Antennopoda 説がその次に多く、緩歩動物+有爪動物説を示唆する結果が最も少ない。しかし分子系統解析はそれに反して、むしろ Antennopoda 説と有爪動物+緩歩動物説のいずれかを示唆する結果がほとんどである。Tactopoda 説を示唆する数少ない分子系統解析結果も、形態学に示される緩歩動物と節足動物の姉妹群関係ではなく、緩歩動物が節足動物に内包されるという、長枝誘引がもたらす誤推定として疑われる不確かなものである。Antennopoda 説の方が2010年代以降の総合的な文献記載に採用される向きがあるが、2000-2010年代にかけてどの系統仮説も賛否両論で、未だに定説がない。

### 下位分類
汎節足動物の中で、節足動物は動物全般的にも飛び抜けて多様で、121万以上の現存種が記載される（2013年時点）。その次に緩歩動物は約1,300種（2019年時点）、有爪動物は約180種で少ない（2012年時点）。絶滅群である葉足動物は30種以上が記載される（2018年時点）。
知られる汎節足動物はほぼ全てが前述のいずれかの分類群に含まれるが、第三紀に生息したシアロモルファ（Sialomorpha）はそのいずれにも当てはまらず、汎節足動物の新しい門を表した可能性があるとされる。
現存する門は太字、絶滅群は「†」、側系統群は「""」で示される。
- 汎節足動物 Panarthropoda
  - （門・綱・目不明）
    - †シアロモルファ科 Sialomorphidae - シアロモルファ

  - †葉足動物 "Lobopodia"（次の門に対して側系統）
    - †（綱）"Xenusia"（次の門に対して側系統） - アイシェアイア、ハルキゲニアなど

  - 有爪動物門 Onychophora - カギムシ
    - （綱）Udeonychophora

  - 緩歩動物門 Tardigrada - クマムシ[注釈 3][129]
    - 異クマムシ綱 Heterotardigrada
    - 真クマムシ綱 Eutardigrada

  - 節足動物門 Arthropoda
    - †（亜門）Artiopoda - 三葉虫、光楯類など
    - （他の絶滅群は節足動物#絶滅した分類群を参照）
    - 鋏角亜門 Chelicerata - ウミグモ、カブトガニ、クモ、サソリなど
    - 多足亜門 Myriapoda - ムカデ、ヤスデなど
    - 甲殻亜門 "Crustacea"（六脚類に対して側系統） - カニとエビ、フジツボ、ミジンコなど
    - 六脚亜門 Hexapoda - 昆虫、トビムシなど